# Liste der Kulturdenkmale in Flensburg-Jürgensby
In der Liste der Kulturdenkmale in Flensburg-Jürgensby sind alle Kulturdenkmale des Stadtteils Jürgensby der schleswig-holsteinischen Stadt Flensburg aufgelistet. Der Erstellung diente insbesondere die im Hauptartikel gelistete Literatur (Stand: 16. Juni 2025).
Die Bodendenkmale sind in der Liste der Bodendenkmale in Flensburg erfasst.

## Legende
In den Spalten befinden sich folgende Informationen:
- Objekt-ID: die Nummer des Kulturdenkmales
- Lage: die Adresse des Kulturdenkmales und die geographischen Koordinaten. Kartenansicht, um Koordinaten zu setzen. In der Kartenansicht sind Kulturdenkmale ohne Koordinaten mit einem roten Marker dargestellt und können in der Karte gesetzt werden. Kulturdenkmale ohne Bild sind mit einem blauen Marker gekennzeichnet, Kulturdenkmale mit Bild mit einem grünen Marker.
- Offizielle Bezeichnung: Bezeichnung des Kulturdenkmales
- Beschreibung: die Beschreibung des Kulturdenkmales
- Bild: ein Bild des Kulturdenkmales

## Sachgesamtheiten
| Objekt-ID    | Lage                                                                                     | Offizielle Bezeichnung                | Beschreibung | Bild                             |
| ------------ | ---------------------------------------------------------------------------------------- | ------------------------------------- | --- | -------------------------------- |
| 26747        | Augustastraße 7, 9, Augustastraße, u. a., Johannisstraße 43 (54° 47′ 8″ N, 9° 26′ 28″ O) | ehem. Metallwarenfabrik Hansen & Goos | ehem. Metallwarenfabrik Hansen & Goos; 2. H. 19. Jh.; Wohn- und Werksgebäude der 1839 gegründeten Metallwarenfabrik und Kupferschmiede, giebelständiger geschlämmter Backsteinbau Nr. 7 ehem. Produktionsgebäude, heute Wohnhaus, traufständig zur Straße das dreigeschossige Wohn- und Geschäftshaus Nr. 9, rückwärtig gepflasterter kleiner Hof mit Wohngebäuden nach Norden (1883) und zur Johannisstraße, letzteres im Kern aus dem 18. Jh., um 1900 als Werkstattgebäude der Fabrik umgenutzt - Begründung: geschichtlich, städtebaulich - Schutzumfang: ehem. Metallwarenfabrik (Augustastraße 7); Wohn- und Geschäftshaus (Augustastraße 9); ehem. Wohnhaus, Hinterhaus (Johannisstraße 43); Hofpflaster (Augustastraße, Johannisstraße) | BW                               |
| 35764        | Johanniskirchhof (54° 47′ 1″ N, 9° 26′ 27″ O)                                            | Kirche St. Johannis                   | Aktualisierung vorgesehen - Begründung: geschichtlich, künstlerisch, städtebaulich, Kulturlandschaft prägend - Schutzumfang: Kirche St. Johannis mit Ausstattung, Kirchhof, Granitböschungsmauern, Lindenkranz | BW                               |
| 160 Wikidata | Johannisstraße 76, 78a-b, 78, 78b (54° 47′ 13″ N, 9° 26′ 28″ O)                          | Margarethenhof                        | Margarethenhof; 18. u. 19. Jh.; repräsentative hofähnliche Gebäudegruppe barocken Ursprungs, 1762 zur Zuckersiederei 'Zuckerhof' umgewandelt, 1842-1928 Eisengießerei N. Jepsen, danach Maschinenbau Gebr. Klaus. Am Hang das 1882 umgebaute und 1910/11 erweiterte Herrenhaus mit barockem Kern, westlich davor breitlagernder Speicher von 1820-40 mit nach Norden anschließendem Fabrikgebäude mit Mitteltor, vor und hinter dem Wohnhaus der einstige Villengarten mit altem Baumbestand und durch Feldsteinmauerwerk architektonisch eingefasste natürliche Quelle, ehem. Wasserreservoir, auf der hinteren Hangfläche landschaftliche Gartengestaltung vielleicht noch aus der Zeit um 1800 überliefert, mit Grabsteinfragment, südlich vorgelagert kleines ehem. Gärtnerhaus von 1908/09 - Begründung: geschichtlich, künstlerisch, städtebaulich - Schutzumfang: ehem. Gärtnerhaus (Johannisstraße 76); Speicher und Torhaus (Johannisstraße 78); Herrenhaus, Garten des Margarethenhofs mit Quellenfassung, Grabsteinfragment Holst, ehem. Wasserreservoir (Johannisstraße 78a-b); ehem. Waschhaus (Johannisstraße 78b) | weitere Fotos \| Fotos hochladen |
| 50734        | Jürgensgaarder Straße 1, 2, St.- Jürgen-Straße 86 (54° 47′ 28″ N, 9° 26′ 30″ O)          | Kirche St. Jürgen                     | Kirche St. Jürgen; 1904-1907, 1927, 1952/53; erhöht am nördlichen Ende der St.-Jürgen-Straße gelegene neugotische Backsteinsaalkirche mit hoch aufragendem Glockenturm, von Bruchsteinböschungsmauer eingefriedeter Kirchhof, im Osten das Gemeindehaus von 1927 sowie das ehem. Pastorat von 1952/53 - Begründung: geschichtlich, künstlerisch, städtebaulich - Schutzumfang: Kirche St. Jürgen mit Ausstattung, Gemeindehaus St. Jürgen, ehem. Pastorat der St.-Jürgen-Kirche, Kirchhof mit Kirchhofsmauer | BW                               |

## Mehrheit von Baulichen Anlagen
| Objekt-ID      | Lage | Offizielle Bezeichnung                                             | Beschreibung | Bild |
| -------------- | --- | ------------------------------------------------------------------ | --- | --- |
| 20164          | Adelbyer Kirchenweg 2, 4, 6, 8, 10 (54° 47′ 26″ N, 9° 26′ 57″ O)                                                           | Reihenhäuser Adelbyer Kirchenweg 2-10                              | Reihenhauszeile Adelbyer Kirchenweg 2-10; 1925-27, Architekt Karl Bernt; schlichter zweigeschossiger Backsteinblock, östlich mit Kopfbau, Satteldach mit mittigem Dacherker und expressionistischem Schweifgiebel, im Duktus des Heimatschutzes durch unterschiedlichen Backstein, unregelmäßige Achsenanordnung, variierende Fenstergrößen und individuell gestaltete Eingänge belebt - Begründung: geschichtlich, künstlerisch, städtebaulich - Schutzumfang: Reihenhäuser (Adelbyer Kirchenweg 2, 4, 6, 8, 10) | BW |
| 48553          | Am Dammhof 2, 2a, Johanniskirchhof 9, 10 (54° 47′ 2″ N, 9° 26′ 29″ O)                                                      | Wohnhäuser Am Dammhof 2, 2a/Johanniskirchhof 9, 10                 | Wohnhäuser Am Dammhof 2, 2a/Johanniskirchhof 9, 10; ca. 1830- 1850; eingeschossige Backsteinbauten mit geschlämmten Außenwänden und Satteldächern, wohl Hinterhäuser der Gebäude am Johanniskirchhof 8-10, Nr. 2 giebelständig, Nr. 2a rechtwinkelig anschließend unter hohem Bohlendach mit kleinem Nebengebäude, der Rückflügel von Johanniskirchhof 10 als Reihenhaus hofbegrenzend im Südosten, der gepflasterte Hofraum durch Eisengitter zwischen Backsteinpfosten abgeschlossen - Begründung: geschichtlich, städtebaulich - Schutzumfang: ehem. Hinterhaus, Einfriedung, Hofraum (Am Dammhof 2); ehem. Hinterhaus (Am Dammhof 2a) mit Nebengebäude (Johanniskirchhof 9); ehem. Hinterhaus (Johanniskirchhof 10)                                                                               | BW |
| 48839          | Am Dammhof 4, 6, Johannisstraße 9 (54° 47′ 3″ N, 9° 26′ 32″ O)                                                             | Baugruppe Am Dammhof 4-6/Johannisstraße 9                          | Baugruppe Am Dammhof 4-6 / Johannisstraße 9; um 1860; geschlossene Gruppe aus drei zwei- bis dreigeschossigen Backsteingebäuden mit schlichter zeittypischer Gestaltung, im Zentrum und leicht zurückgesetzt als dreigeschossiger traufständiger Gelbsteinbau über sieben Achsen die ehem. Mädchenschule, westlich anschließend Wohnhaus Am Dammhof 4 als zweigeschossiger geschlämmter Bau und im Osten nahezu kubisches ehem. Organistenwohnhaus mit gerahmtem Eingang zur Johannisstraße - Begründung: geschichtlich, künstlerisch, städtebaulich - Schutzumfang: Wohnhaus (Am Dammhof 4), ehem. Mädchenschule/Wohnhaus (Am Dammhof 6), ehem. Organistenwohnhaus (Johannisstraße 9) | BW |
| 49461          | Angelburger Straße 41, 43, 45, 47, 49, Süderfischerstraße 30 (54° 46′ 58″ N, 9° 26′ 24″ O)                                 | Baugruppe Angelburger Straße 41-49                                 | Baugruppe Angelburger Straße 41-49; 19. u. Anfang 20. Jh.; geschlossene Reihe aus fünf vorrangig dreigeschossigen Putzbauten der Jahrhundertwende mit schlichten spätklassizistischen Fassaden, Nr. 49 älteres zweigeschossiges Giebelhaus mit Rückflügel an der Süderfischerstraße - Begründung: geschichtlich, städtebaulich - Schutzumfang: Gasthäuser (Angelburger Straße 49, Süderfischerstraße 30), Wohn und Geschäftshäuser (Angelburger Straße 41, 43, 45, 47) | BW |
| 46604          | Angelburger Straße 42, 44, 46, 48, Viktoriastraße 2, 4, 6 (54° 46′ 57″ N, 9° 26′ 25″ O)                                    | Baugruppe Angelburger Straße 42-48/Viktoriastraße 2-6              | Baugruppe Angelburger-Viktoriastr.; 16.-19. Jh.; charakteristisches Nebeneinander von ein- bis zweigeschossigen Giebelhäusern und drei- bis viergeschossigen Wohn- und Geschäftshäusern mit zugehörigen Rückflügeln; ältester Bau ist der ehem. Gasthof Schwarzer Walfisch, im Kern 16. Jh., Bauten an der Viktoriastr. Ende 19. Jh. - Begründung: geschichtlich, künstlerisch, städtebaulich - Schutzumfang: Gasthaus „Schwarzer Walfisch“ mit Kaufmannshof Angelburger Straße 44; Wohn- und Geschäftshäuser Angelburger Straße 46, 48, Viktoriastraße 2; Kaufmannshof Angelburger Straße 42; Wohnhäuser Viktoriastraße 4, 6 | BW |
| 48600          | Angelburger Straße 58, 60, 62, 64, 66a-e, 66 (54° 46′ 58″ N, 9° 26′ 28″ O)                                                 | Wohn- und Geschäftshäuser Angelburger Straße 58-66                 | Wohn- und Geschäftshäuser Angelburger Straße 58-66; überwiegend 2. Hälfte 19. Jh.; geschlossene Reihe von fünf Wohnund Geschäftshäusern in heterogener historistischer Gestaltung, drei- bis viergeschossige Massivbauten mit repräsentativen Fassaden, zumeist verputzt, Nr. 58 im Kern älter, jedoch mit 1903 erneuerter Fassade, Nr. 60 durch Kastenerker und besonders reichen Stuckdekor aus der Gruppe hervorgehoben, als Abschluss nach Osten Gewerbehof Nr. 66 über die breite zweier historischer Parzellen mit zugehörigen Hof- und Speichergebäuden - Begründung: geschichtlich, künstlerisch, städtebaulich - Schutzumfang: Wohn- und Geschäftshäuser Angelburger Straße 58, 60, 62, 64, 66; Rückflügel, Seitenflügel (Angelburger Straße 66), Speichergebäude (Angelburger Straße 66a-e) | BW |
| 48607          | Bismarckstraße 46, 48, 50, 52 (54° 47′ 12″ N, 9° 26′ 39″ O)                                                                | Wohn- und Geschäftshäuser Bismarckstraße 46-52                     | Wohn- und Geschäftshäuser Bismarckstraße 46-52; 1906-10, Zimmermeister A. Andresen u.a.; geschlossene Gruppe von viergeschossigen Putzbauten, belebte Fassaden im Duktus des Jugend- und Reformstils - Begründung: geschichtlich, künstlerisch, städtebaulich - Schutzumfang: Mietwohnungshaus (Bismarckstraße 46), Wohn- und - Geschäftshäuser (Bismarckstraße 48, 50, 52) | BW |
| 20190          | Bismarckstraße 66, 68, 70, 72, 74 (54° 47′ 21″ N, 9° 26′ 49″ O)                                                            | Reihenhauszeile Bismarckstraße 66-74                               | Reihenhauszeile; 1912, Karl Bernt, 1951; Reihung zweigeschossiger Backsteinbauten im Heimatstil mit Schieferdeckung, Auflockerung und Betonung durch Eingangsloggien, Risalite und Giebel, die zwischen den Dreieckgiebeln - Begründung: geschichtlich, künstlerisch, städtebaulich - Schutzumfang: Reihenhäuser Bismarckstraße 66, 68, 70, 72, 74 | BW |
| 20191          | Bismarckstraße 69, 71, 73, 75 (54° 47′ 22″ N, 9° 26′ 46″ O)                                                                | Mietwohnungshäuser Bismarckstraße 69-75                            | Mietshausreihe Bismarckstraße 69-75; 1914-16, Architekt Karl Bernt; geschlossene und abgeschlossene Reihe aus vier dreigeschossigen Wohnhäusern, stattliche Putzbauten mit sehr hohen Mansarddächern und Zwerchgiebeln, Fassaden im Duktus des Reformstils - Begründung: geschichtlich, künstlerisch, städtebaulich - Schutzumfang: Mietwohnungshäuser Bismarckstraße 69, 71, 73, 75 | BW |
| 20192          | Bismarckstraße 76, 78-80, 82, 84, 86, 88, 90 (54° 47′ 23″ N, 9° 26′ 51″ O)                                                 | Reihenhauszeile Bismarckstraße 76-90                               | Reihenhauszeile Bismarckstraße 76-90; 1922-1938; traufständiger zweigeschossiger Backsteinblock mit Satteldach, Reihenhäuser belebt durch unregelmäßigen Achsenrhythmus, variierte Fenstergrößen, Eingänge und Erker - Begründung: geschichtlich, künstlerisch, städtebaulich - Schutzumfang: Reihenhäuser Bismarckstraße 76, 78-80, 82, 84, 86, 88, 90 | BW |
| 20193          | Bismarckstraße 77, 79, 81, 83, 85, 87 (54° 47′ 24″ N, 9° 26′ 48″ O)                                                        | Mietwohnungshäuser Bismarckstraße 77-87                            | Reihenhauszeile; 1924-25, Architekten Planck u. Hain; traufständiger zweigeschossiger Backsteinblock mit Walmdach, zurückhaltende Heimatschutzformen, symmetrische Gliederung durch übergiebelte Mittel- und Seitenrisalite - Begründung: geschichtlich, künstlerisch, städtebaulich - Schutzumfang: Reihenhäuser Bismarckstraße 77, 79, 81, 83, 85, 87 | BW |
| 20194          | Bismarckstraße 96, 98, 100, 102 (54° 47′ 26″ N, 9° 26′ 53″ O)                                                              | Reihenhauszeile Bismarckstraße 96-102                              | Reihenhauszeile Bismarckstraße 96-102; 1922-24, Architekten Franz Haar, Guido Widmann, Karl Bernt; zweigeschossiger Backsteinblock mit pfannengedeckten Sattel- und Walmdächern, Einzelfassaden belebt durch unregelmäßige Achsenanordnung, variierende Eingangs-, Erker- und Giebelformen sowie Fenstergrößen - Begründung: geschichtlich, künstlerisch, städtebaulich - Schutzumfang: Reihenhäuser Bismarckstraße 96, 98, 100, 102 | BW |
| 20188          | Bismarckstraße 54-54a, 56, 58, 60, 62, 64, Heinrich-Hertz-Straße 2, Jürgensgaarder Straße 37 (54° 47′ 18″ N, 9° 26′ 44″ O) | Mietwohnungshäuser Bismarckstraße 54-64 u. a.                      | Mietwohnungshäuser Bismarckstraße 54-64 u.a.; 1913-14, Architekt Karl Bernt, 1925-27, Baugeschäft Jürgensen und Tiedje; geschlossene Reihe aus dreigeschossigen Putzbauten mit Mansarddächern in zurückhaltenden Formen des Reformstils, rhythmisiert durch Frontgiebel, Fenstererker und Loggienachsen, jüngere Eckgebäude baulich angepasst, mit Feldsteinsockeln und Gurtgesimsen einfacher gegliedert - Begründung: geschichtlich, künstlerisch, städtebaulich - Schutzumfang: Wohn- und Geschäftshäuser (Bismarckstraße 54-54a, Jürgensgaarder Straße 37), Mietwohnungshäuser (Bismarckstraße 56, 58, 60, 62, 64, Heinrich-Hertz-Straße 2) | BW |
| 36768          | Bismarckstraße 55, 57, 59, 61, 63, 65, 67, Jürgensgaarder Straße 25, 27, 29, 31, 33, 35 (54° 47′ 18″ N, 9° 26′ 41″ O)      | Mietshausbebauung Bismarckstraße 55-67/Jürgensgaarder Straße 25-35 | Mietshausbebauung Bismarckstraße 55-67 / Jürgensgaarder Straße 25-35; 1910-12, Architekt Karl Bernt, Joh. H. Thiesen; von Norden die Kreuzung Bismarckstraße-Jürgensgaarder Straße beschreibende geschlossene spitzwinklig verlaufende Reihe aus 13 dreigeschossigen Putzbauten mit pfannengedeckten Mansarddächern und großer gestalterischer Ähnlichkeit, die symmetrischen Straßenfassaden zumeist mit mächtigen Frontgiebeln, Fenstererkern und Loggienachsen, Bismarckstraße 55 u. 67 als mächtige Eckgebäude mit Eckeingängen hervorgehoben - Begründung: geschichtlich, künstlerisch, städtebaulich - Schutzumfang: Wohn- und Geschäftshäuser (Bismarckstraße 55, Jürgensgaarder Straße 29), Mietwohnhäuser (Bismarckstraße 57, 59, 61, 63, 65, 67; Jürgensgaarder Straße 25, 27, 31, 33, 35)  | [[Vorlage:Bilderwunsch/code!/O:Mietshausbebauung Bismarckstraße 55-67/Jürgensgaarder Straße 25-35!/C:54.788293,9.444751!/D:Bismarckstraße 55, 57, 59, 61, 63, 65, 67, Jürgensgaarder Straße 25, 27, 29, 31, 33, 35, Mietshausbebauung Bismarckstraße 55-67/Jürgensgaarder Straße 25-35!/\|BW]] |
| 48635          | Bremerplatz 2, 3, Brixstraße 29 (54° 47′ 15″ N, 9° 26′ 36″ O)                                                              | Wohn- und Geschäftshäuser Bremerplatz 2-3/Brixstraße 29            | Mietshausbebauung Bremerplatz 2-3, Brixstraße 29; 1908-10, Architekt. Karl Bernt; geschlossene Baureihe aus drei- und viergeschossigen Putzbauten, zurückhaltende Gliederung durch Erker, Balkone und Zwerchhäuser - Begründung: geschichtlich, künstlerisch, städtebaulich - Schutzumfang: Mietwohnungshaus (Bremerplatz 2), Wohn- und Geschäftshäuser (Bremerplatz 3, Brixstraße 29) | BW |
| 48643          | Brixstraße 13, 15, 17 (54° 47′ 19″ N, 9° 26′ 32″ O)                                                                        | Wohn- und Geschäftshäuser Brixstraße 13-17                         | Mietshausgruppe Brixstraße 13-17; 1905-07, Maurermeister Christian Hummel und P. Petersen; Ensemble von drei dreigeschossigen Putzbauten in zeittypischer historisierender Gestaltung mit Putzgliederungen und Erkern - Begründung: geschichtlich, städtebaulich - Schutzumfang: Wohn- und Geschäftshäuser Brixstraße 13, 15, 17 | BW |
| 36727          | Brixstraße 19, 21, 23, 25, 27 (54° 47′ 16″ N, 9° 26′ 34″ O)                                                                | Mietshausbebauung Brixstraße 19-27                                 | Mietshausbebauung Brixstraße 19-27; 1907-12, Architekt Karl Bernt; geschlossene Reihe von dreigeschossigen Putzbauten in zeittypischer Gestaltung im Duktus des Reformstils - Begründung: geschichtlich, künstlerisch, städtebaulich - Schutzumfang: Wohn- und Geschäftshaus (Brixstraße 19), Mietwohnungshäuser (Brixstraße 21, 23, 25, 27) | BW |
| 48647          | Brixstraße 30, 32, 34, 36, 38 (54° 47′ 15″ N, 9° 26′ 33″ O)                                                                | Baugruppe Brixstraße 30-38                                         | Baugruppe Brixstraße 30-38; 1904-10, H. G. Rohweder u. Chr. Fürstenberg, Hans Strozda, P. Petersen und H. W. Boysen; Reihe aus fünf Putzbauten in weithgehend geschlossener Bebauung, im Zentrum freistehend die ehem. Zoar-Kapelle der Baptisten von 1905, heute Wohnhaus, nach Norden und Süden je zwei etwa zeitgleich entstandene Mietwohnungshäuser mit repräsentativer Fassadengestaltung in Jugendstilformen, mittige Kastenerker unter geschweiften Zwerchgiebeln und Stuckfelder - Begründung: geschichtlich, künstlerisch, städtebaulich - Schutzumfang: Mietwohnungshäuser (Brixstraße 30, 32, 36, 38), ehem. Zoar Kapelle der Baptisten (Brixstraße 34) | BW |
| 48636          | Brixstraße 5, Buchenstraße 5, 7 (54° 47′ 22″ N, 9° 26′ 30″ O)                                                              | Wohn- und Geschäftshäuser Brixstraße 5/Buchenstraße 5-7            | Mietshausgruppe Brixstraße 5, Buchenstraße 5-7; 1905- 07Bautechniker Chr. Arpe, Architekt Karl Bernt; geschlossene repräsentative Baugruppe aus dreigeschossigen Putzbauten mit backsteinsichtigen Erdgeschossen - Begründung: geschichtlich, städtebaulich - Schutzumfang: Wohn- und Geschäftshaus (Brixstraße 5), Mietwohnungshäuser (Buchenstraße 5, 7) | BW |
| 48639          | Brixstraße 22, 24, Ulmenstraße 16 (54° 47′ 18″ N, 9° 26′ 31″ O)                                                            | Mietshausgruppe Brixstraße 22-24/Ulmenstraße 14-16                 | Mietshausgruppe Brixstraße 22-24 / Ulmenstraße 14-16; 1899-1912, G. F. Daldorf; Gruppe von drei dreigeschossigen Mietshäusern in geschlossener und halboffener Bebauung, in dominierender Lage das Eckgebäude Brixstraße 24/Ulmenstraße 14 in historisierender Gestaltung von G.F. Dalldorf 1906 erbaut, im Norden der geschlämmte Backsteinbau Brixstraße 22 1899, urspr. als Eckgebäude einer nicht realisierten Stichstraße errichtet, nach Westen Ulmenstr. 16 als Abschluss der Gruppe und erneut durch Dalldorf 1911/12 als Backsteinbau im Duktus des Heimatschutzstils errichtet - Begründung: geschichtlich, künstlerisch, städtebaulich - Schutzumfang: Mietwohnungshäuser (Brixstraße 22, Ulmenstraße 16), Wohn- und Geschäftshaus (Brixstraße 24, Ulmenstraße 14)                         | BW |
| 20227          | Clädenstraße 3, 4, 5, 6, 7, 8, 9, 10, Mommsenstraße 2 (54° 47′ 7″ N, 9° 26′ 40″ O)                                         | Mietwohnungshäuser Clädenstraße 3-10                               | Mietwohnungshäuser Clädenstraße 3-10; 1908-13, Architekt Karl Bernt u. a.; geschlossene Reihe aus acht viergeschossigen Putzbauten, hohe Sockelgeschossen mit ausgebaute Dachzonen, homogene plastische Fassadengestaltung mit flachrunden Erkern, Frontgiebeln, Loggienachsen und barockisierenden Details, mittig zwischen Nr. 6 und Nr. 7 repräsentativ überbaute dreibogige Tordurchfahrt zur Beselerstraße - Begründung: geschichtlich, künstlerisch, städtebaulich - Schutzumfang: Mietwohnungshäuser (Clädenstraße 3, 4, 5, 6, 7, 8, 9,10, Mommsenstraße 2) | BW |
| 49609          | Hafendamm 30, 31, 35, 36, 37, 38, 39, 40, Pilkentafel, St.- Jürgen-Straße 63a (54° 47′ 24″ N, 9° 26′ 22″ O)                | Wohnhäuser Hafendamm/Pilkentafel/St.-Jürgen-Straße                 | Wohnhäuser Hafendamm/Schiffergang/St.-Jürgen-Straße; 18./19. Jh.; Gruppe aus kleinformatigen Wohnhäusern in halboffener und geschlossener Bauweise als überlieferter Rest der historischen Hafenkante in Norder St. Jürgen, schlichte zumeist eingeschossige Backsteinbauten in Hanglage mit pfannengedeckten Satteldächern und schmiedeeisernen Mauerankern, im Schiffergang historisches Katzenkopfpflaster - Begründung: geschichtlich, städtebaulich - Schutzumfang: Wohnhäuser Hafendamm 30, 31, 35, 36, 37, 38, 39 (Hofgebäude), 40; St.-Jürgen-Straße 63a; Pflasterung Pilkentafel | BW |
| 48830 Wikidata | Hafermarkt 2, 4, Angelburger Straße 78 (54° 46′ 59″ N, 9° 26′ 34″ O)                                                       | Wohn- und Geschäftshäuser Hafermarkt 2-4/Angelburger Straße 78     | Wohn- und Geschäftshausgruppe Hafermarkt 2-4, Angelburger Straße 78; um 1800, E. 19./A. 20. Jh.; geschlossene Reihe aus drei Wohn- und Geschäftshäusern in heterogener Erscheinung, schmales zweigeschossiges Giebelhaus Angelburger Str. 78 mit Satteldach wohl um 1800, Hafermarkt 2 Ende des 19. Jhs. dreigeschossig mit spätklassizistischer Fassadengestaltung, dreigeschossig hoch aufragend Hafermarkt 4 mit gelbem Sichtmauerwerk, reiche historisierende Bauzier um 1900 - Begründung: geschichtlich, städtebaulich - Schutzumfang: Wohn- und Geschäftshäuser Hafermarkt 2, 4, Angelburger Straße 78 | BW |
| 35822 Wikidata | Johanniskirchhof 8, 9, 10, 11, 12, 13, 14-15, 16 (54° 47′ 2″ N, 9° 26′ 30″ O)                                              | Wohnhäuser Johanniskirchhof 8-16                                   | Wohnhäuser Johanniskirchhof 8-16; 18.-19. Jh.; gewachsene Reihe aus acht ein- oder zweigeschossigen Wohnhäusern in nahezu geschlossener Bebauung östlich entlang des Johanniskirchhofes, kleinteilige Giebel- und Traufenhäuser mit schlichter Gestaltung der geschlämmten bzw. verputzten Fassaden. - Begründung: geschichtlich, wissenschaftlich, städtebaulich - Schutzumfang: Wohnhäuser (Johanniskirchhof Nr. 8, 9, 10, 11, 12, 13, 16), Doppelwohnhaus (Johanniskirchhof Nr. 14-15) | BW |
| 48850 Wikidata | Johannisstraße 32, 34, 36, 38, 40, 42, 46, 48-50, 52, 54, 56, 58 (54° 47′ 8″ N, 9° 26′ 29″ O)                              | Wohnhäuser Johannisstraße 32-58                                    | Wohnhausgruppe Johannisstraße 32-58; 18./19. Jh.; Reihe aus 13 Ein- und Mehrfamilienwohnhäusern in geschlossener und halboffener Bauweise, gewachsene ostseitige Bebauung der Johannisstraße mit heterogener Gestaltung, kleinformatige Giebel und Traufenhäuser des 18. und beginnenden 19. Jhs. im Wechsel mit dreigeschossigen kaiserzeitlichen Miets- und Geschäftshäusern - Begründung: geschichtlich, städtebaulich - Schutzumfang: Wohn- und Geschäftshäuser (Johannisstraße 32, 34), Wohnhäuser (Johannisstraße 36, 40, 48-50, 52, 54), Mietwohnungshäuser (Johannisstraße 38, 42, 46, 56, 58), Backsteinspeicher (Johannisstraße 38), Hofpflaster (Johannistraße 38), Speicher (Johannistraße 42), Hinterhaus/ehem. Färberei (Johannisstraße 48- 50)                                         | BW |
| 48858          | Johannisstraße 45, 47, 49, 51, 55, 57, 59 (54° 47′ 10″ N, 9° 26′ 27″ O)                                                    | Wohnhäuser Johannisstraße 45-59                                    | Wohnhausgruppe Johannisstraße 45-59; 1. Hälfte 19. Jh.; Reihe aus sieben traufständigen Wohnhäusern in nahezu geschlossener Bauweise als Teil der westseitigen Bebauung der Johannisstraße, schlichte Backsteinbauten mit geschlämmten oder verputzten Fassaden in historischer Gliederung - Begründung: geschichtlich, künstlerisch, städtebaulich - Schutzumfang: Wohnhäuser Johannisstraße 45, 47, 49, 51, 55, 57, 59 | BW |
| 26508          | Johannisstraße 66, 68, 70, 72, 74 (54° 47′ 11″ N, 9° 26′ 28″ O)                                                            | Wohnhäuser Johannisstraße 66-74                                    | Wohnhausgruppe Johannisstraße 66-74; 18.-A. 19. Jh.; Reihe aus fünf giebel- und traufständigen Wohnhäusern in geschlossener und halboffener Bebauung, historische kleinteilige Struktur der Johannisstraße teilw. noch mit Terrassenvorbauten aus Feldstein - Begründung: geschichtlich, künstlerisch, städtebaulich - Schutzumfang: Wohnhäuser Johannisstraße 66, 68, 70, 72, 74 (mit ehem. Werkstattgebäude) | Fotos hochladen |
| 48864          | Johannisstraße 82, 84, 86, 88, 90 (54° 47′ 14″ N, 9° 26′ 26″ O)                                                            | Wohnhäuser Johannisstraße 82-90                                    | Wohnhausgruppe Johannisstraße 82-90; 19. Jh.; Reihe aus fünf zwei- bis dreigeschossigen Backsteinbauten in geschlossener Bebauung, gewachsener heterogener Häuserzug mit zumeist sehr schlichten verputzten oder geschlämmten Fassaden als Teil der ostseitigen Bebauung der Johannisstraße - Begründung: geschichtlich, städtebaulich - Schutzumfang: Mietwohnungshäuser Johannisstraße 82, 84, 86; Wohnhäuser Johannisstraße 88, 90 | BW |
| 36763          | Jürgensgaarder Straße 18, 20, 22, 26, 28, Eichenstraße 1 (54° 47′ 20″ N, 9° 26′ 37″ O)                                     | Mietwohnungshäuser Jürgensgaarder Straße 18-28/Eichenstraße 1      | Mietshausgruppe Jürgensgaarder Straße 18-28 / Eichenstraße 1; 1900-11, P. Petersen, Johs. H. Thiesen; Gruppe aus sechs dreigeschossigen Wohnhäusern in geschlossener Bebauung und vielgestaltiger historistischer Form - Begründung: geschichtlich, städtebaulich - Schutzumfang: Mietwohnungshäuser Eichenstraße 1; Jürgensgaarder Straße 18, 20, 22, 26, 28 | BW |
| 48606          | Mommsenstraße 1, 3, Bismarckstraße 40 (54° 47′ 10″ N, 9° 26′ 39″ O)                                                        | Wohnhausgruppe Mommsenstraße 1-3/Bismarckstraße 40                 | Wohnhausgruppe Mommsenstraße 1-3 / Bismarckstraße 40; 1909, 1913/14; geschlossene Gruppe aus drei dreigeschossigen Putzbauten mit reduzierter Fassadenzier, betonte Ecksituation - Begründung: geschichtlich, künstlerisch, städtebaulich - Schutzumfang: Wohn- und Geschäftshaus (Bismarckstraße 40), Mietwohnungshäuser (Mommsenstraße 1, 3) | BW |
| 49007          | Plankemai 14, 16-18, 20-22, 24, 27, 29, 31, Plankemai (54° 47′ 6″ N, 9° 26′ 29″ O)                                         | Wohnhäuser Plankemai 14-31                                         | Wohnhausgruppe Plankemai 14-31; 19. Jh.; beidseitige geschlossene Wohnbebauung der historisch gepflasterten Plankemai in gewachsener, heterogener Struktur mit ein- und zweigeschossigen Wohnhäusern des frühen 19. Jhs. (Nr. 24, 29 u. 31) und dreigeschossigen kaiserzeitlichen Mietwohnungshäusern (Nr. 14, 16-18 u. 20-22) - Begründung: geschichtlich, städtebaulich - Schutzumfang: Wohnhäuser (Plankemai 24, 29, 31), Mietwohnungshäuser (Plankemai 14, 16-18, 20-22, 27), Straßenpflasterung (Plankemai) | BW |
| 48658          | St.-Jürgen-Platz 4, 6, 8 (54° 47′ 16″ N, 9° 26′ 36″ O)                                                                     | Wohnhäuser St.-Jürgen-Platz 4-8                                    | Mietshausgruppe St.-Jürgen-Platz 4-8; 1912-14, K. Bernt, H. W. Boysen; geschlossene Reihe aus drei dreigeschossigen Wohnhäusern mit Mansarddächern und Putzfassaden in übereinstimmender zeittypischer Gestaltung des Reformstils - Begründung: geschichtlich, künstlerisch, städtebaulich - Schutzumfang: Wohnhaus (St.-Jürgen-Platz 4), Mietwohnungshäuser (St.-JürgenPlatz 6, 8) | BW |
| 49076          | St.-Jürgen-Straße 24-26, 28, 30, 34, 36-38, 40, 42, 44, 46, 48, 50, 52, 56, 58-60, 62, 64 (54° 47′ 12″ N, 9° 26′ 44″ O)    | Wohnhäuser St.-Jürgen-Straße 24-64                                 | Wohnhausgruppe St.-Jürgen-Straße 24-64; 19. Jh.; gewachsene, kleinteilige Häuserreihe aus überwiegend ein- und zweigeschossigen traufständigen Kleinbürgerhäusern in heterogener Gestaltung, straßenbildprägend Terrassen- und Treppenvorbauten mit Bruchsteinmauerwerk und historischen Geländern - Begründung: geschichtlich, künstlerisch, städtebaulich - Schutzumfang: Doppelhäuser (St.-Jürgen-Straße 24-26, 36-38, 58-60), Wohnhäuser (St.-Jürgen-Straße 28, 30, 34, 40, 42, 44, 46, 48, 50, 52, 56, 62, 64) | BW |
| 20313          | St.-Jürgen-Straße 85, 87, 89 (54° 47′ 29″ N, 9° 26′ 28″ O)                                                                 | Mietwohnungshäuser St.-Jürgen-Straße 85-89                         | Mietwohnungshäuser St.-Jürgen-Straße 85-89; 1887-94, Gebr. Hummel, Maurer Hans Sörensen; geschlossene Reihe aus drei zweigeschossigen Putzbauten mit spätklassizistischer Gliederung, Eckgebäude Nr. 89 hangseitig mit zweiter repräsentativer Schaufassade - Begründung: geschichtlich, städtebaulich - Schutzumfang: Mietwohnungshäuser mit Treppenhäusern (St.-Jürgen-Straße 85, 87, 89) | BW |
| 35430          | Süderfischerstraße 8, 10, 12, 14, 16, 18-20, 22, 22a, 24, 26, 28 (54° 47′ 1″ N, 9° 26′ 24″ O)                              | Wohnbebauung Süderfischerstraße 8-28                               | Wohnbebauung Süderfischerstraße 8-28; 18.-19. Jh., 1980-81; geschlossene westseitige Straßenbebauung gegenüber der Kirche St. Johannis, gewachsene, kleinteilige Häuserreihe aus überwiegend zweigeschossigen traufständigen Kleinbürgerhäusern der ersten Hälfte des 19. Jhs. in heterogener Gestaltung sowie dreigeschossigen kaiserzeitlichen Wohn- und Geschäftshäusern, die Wohnhäuser Nr. 22-24 als Stadtreparatur im Rahmen der Sanierung des Johannisviertels eingefügt - Schutzumfang: Wohnhäuser Süderfischerstraße 8 (mit Hof), 12, 14, 16, 22, 22a, 24, 26, 28, Wohn- und Geschäftshaus Süderfischerstraße 10, Doppelwohnhaus Süderfischerstraße 18-20 - Begründung: Geschichtlich, Künstlerisch, Städtebaulich                                                                           | BW |
| 48813          | Ulmenstraße 15, 18, Brixstraße 26 (54° 47′ 17″ N, 9° 26′ 31″ O)                                                            | Mietwohnungshäuser Brixstraße 26/Ulmenstraße 15, 18                | Miethausgruppe Brixstraße 26 / Ulmenstraße 15 u. 18; 1911-13, Architekten Karl Bernt, E. M. Lorenzen; Gruppe aus drei- bis viergeschossigen Putzbauten im Duktus zwischen Neuklassizismus und Reformstil, repräsentative Ecksituationen, Gliederung durch Stuckelemente, Gauben und Balkonachsen - Begründung: geschichtlich, künstlerisch, städtebaulich - Schutzumfang: Mietwohnungshäuser Brixstraße 26, Ulmenstraße 15, 18 | BW |
| 49823          | Viktoriastraße 3, 5, Angelburger Straße 54 (54° 46′ 57″ N, 9° 26′ 27″ O)                                                   | Wohn- und Geschäftshäuser Angelburger Straße 54/Viktoriastraße 3-5 | Wohn- und Geschäftshäuser Angelburger Straße 54/Viktoriastraße 3-5; 1882-84, Maurermeister Hummels; geschlossene Gruppe dreier repräsentativer Mietshäuser mit Läden in den Erdgeschossen, zwei- und dreigeschossige Putzbauten mit teils aufwändiger spätklassizistischer Fassadengliederung - Begründung: geschichtlich, städtebaulich - Schutzumfang: Wohn- und Geschäftshäuser (Angelburger Straße 54, Viktoriastraße 5), Mietwohnungshaus (Viktoriastraße 3) | BW |

## Bauliche Anlagen und Gründenkmale
| Objekt-ID     | Lage                                                    | Offizielle Bezeichnung                           | Beschreibung | Bild                             |
| ------------- | ------------------------------------------------------- | ------------------------------------------------ | --- | -------------------------------- |
| 9005          | Adelbyer Kirchenweg 4 (54° 47′ 26″ N, 9° 26′ 56″ O)     | Reihenhaus                                       | Reihenhaus; 1925-27; Architekt Karl Bernt, Bauherr Studienrat Heinrich Johannsen; zweigeschossiges traufständiges Reihenmittelhaus mit pfannengedecktem Satteldach und breitlagernder Dachgaube, Fassade backsteinsichtig mit mittiger, leicht zurückliegender Haustür und kleiner Freitreppe - Begründung: geschichtlich, künstlerisch, städtebaulich - Schutzumfang: Reihenhaus - Denkmaltyp: Bauliche Anlage, Mehrheit von baulichen Anlagen: Reihenhäuser Adelbyer Kirchenweg 2-10 | BW                               |
| 9015          | Adelbyer Kirchenweg 9 (54° 47′ 27″ N, 9° 26′ 57″ O)     | Villa                                            | Alteintragung (Aktualisierung vorgesehen) - Begründung: geschichtlich, künstlerisch, städtebaulich - Schutzumfang: Villa - Denkmaltyp: Bauliche Anlage | BW                               |
| 26743         | Am Dammhof 2a (54° 47′ 3″ N, 9° 26′ 29″ O)              | ehem. Hinterhaus                                 | ehem. Hinterhaus; Mi. 19. Jh.; ehemals zu Johanniskirchhof 9 gehörig, geschlämmter eingeschossiger Backsteinbau mit Bohlendach, hofseitig zweiflügelige kassettierte Haustür, umlaufende Maueranker - Begründung: geschichtlich, städtebaulich - Schutzumfang: ehem. Hinterhaus, Nebengebäude - Denkmaltyp: Bauliche Anlage, Mehrheit von baulichen Anlagen: Wohnhäuser Am Dammhof 2, 2a/Johanniskirchhof 9, 10 | BW                               |
| 14346         | Am Dammhof 2 (54° 47′ 2″ N, 9° 26′ 30″ O)               | ehem. Hinterhaus                                 | ehem. Hinterhaus; Mi. 19. Jh.; ehemals zu Johanniskirchhof 8 gehörig, geschlämmter eingeschossiger Backsteinbau mit Satteldach, giebelständig und den Hofraum nach Westen hin begrenzend, gliedernde Zahnschnittfriese - Begründung: geschichtlich, städtebaulich - Schutzumfang: gesamtes Objekt - Denkmaltyp: Bauliche Anlage, Mehrheit von baulichen Anlagen: Wohnhäuser Am Dammhof 2, 2a/Johanniskirchhof 9, 10 | BW                               |
| 14073         | Am Dammhof 6 (54° 47′ 3″ N, 9° 26′ 31″ O)               | ehem. Mädchenschule/Wohnhaus                     | ehem. Mädchenschule; 1859; ehem. zur Kirche St. Johannis, 1909 Umbau zum Wohnhaus, dreigeschossiger traufständiger Gelbsteinbau mit Satteldach, zurückgesetzte Lage, zeittypische Gliederung, betonter Mitteleingang - Begründung: geschichtlich, städtebaulich - Schutzumfang: gesamtes Objekt - Denkmaltyp: Bauliche Anlage, Mehrheit von baulichen Anlagen: Baugruppe Am Dammhof 4-6/Johannisstraße 9 | BW                               |
| 13984         | Angelburger Straße (54° 46′ 58″ N, 9° 26′ 23″ O)        | Eisenbahnbrücke                                  | Eisenbahnbrücke; 1929; auf Anlage der Hafenbahn um 1852-54 zurückgehende frühere Doppelbrücke, genietete Eisenkonstruktion mit gemauerten Widerlagern, verlängerte Stützmauer in gelbem und rötlichem Backstein, expressionistische Details - Begründung: geschichtlich, künstlerisch, städtebaulich, technisch - Schutzumfang: Eisenbahnbrücke, Backsteinmauer - Denkmaltyp: Bauliche Anlage, Sachgesamtheit: Bahnbrücken, Hafenbahn | BW                               |
| 1306 Wikidata | Angelburger Straße 44 (54° 46′ 58″ N, 9° 26′ 25″ O)     | Gasthaus „Schwarzer Walfisch“ mit Kaufmannshof   | Gasthaus „Schwarzer Walfisch“ mit Kaufmannshof; im Kern 16. Jh., 1751, 18./19. Jh.; Anlage aus giebelständigem Vorderhaus in Fachwerk mit 1751 in Backstein erneuertem Giebel und drei rückwärtigen Flügeln des 17.-19. Jahrhunderts - Begründung: geschichtlich, künstlerisch, städtebaulich - Schutzumfang: gesamtes Objekt - Denkmaltyp: Bauliche Anlage, Mehrheit von baulichen Anlagen: Baugruppe Angelburger Straße 42-48/Viktoriastraße 2-6 | weitere Fotos \| Fotos hochladen |
| 49824         | Angelburger Straße 54 (54° 46′ 58″ N, 9° 26′ 27″ O)     | Wohn- und Geschäftshaus                          | Wohn- und Geschäftshäuser; 1882-84, Maurermeister Hummels; dreigeschossiger Putzbau in Ecklage mit aufwändiger spätklassizistischer Fassadengliederung - Begründung: geschichtlich, städtebaulich - Schutzumfang: gesamtes Objekt - Denkmaltyp: Bauliche Anlage, Mehrheit von baulichen Anlagen: Wohn- und Geschäftshäuser Angelburger Straße 54/Viktoriastraße 3-5 | BW                               |
| 9411          | Angelburger Straße 60 (54° 46′ 58″ N, 9° 26′ 28″ O)     | Wohn- und Geschäftshaus                          | Wohn- und Geschäftshaus; 1901, Maurermeister H. Höft; schmaler, viergeschossiger Backsteinbau mit Lichthof und Berliner Dach, straßenseitig dreigeschossiger Kastenerker, reiche historistische Putzgliederung, bauzeitliche Ausstattung im Inneren weitgehend erhalten - Begründung: geschichtlich, künstlerisch, städtebaulich - Schutzumfang: gesamtes Objekt - Denkmaltyp: Bauliche Anlage, Mehrheit von baulichen Anlagen: Wohn- und Geschäftshäuser Angelburger Straße 58-66 | Fotos hochladen                  |
| 14351         | Angelburger Straße 66 (54° 46′ 59″ N, 9° 26′ 30″ O)     | Wohn- und Geschäftshaus                          | Wohn- und Geschäftshaus; 1880, Maurermeister Carl T. Nielsen; breit angelegter dreigeschossiger Backsteinbau, giebel- und traufständig, rustizierte Putzfassade im spätklassizistischen Duktus, rechter Fassadenteil mit Pilastergliederung im EG; rückwärtig Seiten- und Rückflügel - Begründung: geschichtlich, künstlerisch, städtebaulich - Schutzumfang: gesamtes Objekt Denkmaltyp: Bauliche Anlage, Mehrheit von baulichen Anlagen: Wohn- und Geschäftshäuser Angelburger Straße 58-66 | BW                               |
| 2162          | Angelburger Straße 73 (54° 46′ 59″ N, 9° 26′ 31″ O)     | Wohn- und Geschäftshaus                          | Alteintragung (Aktualisierung vorgesehen) - Begründung: geschichtlich, städtebaulich - Schutzumfang: gesamtes Objekt - Denkmaltyp: Bauliche Anlage | BW                               |
| 14353         | Augustastraße 3 (54° 47′ 8″ N, 9° 26′ 26″ O)            | Geschäftshaus Pott                               | Bürogebäude der ehem. Rumfabrik H. H. Pott Nachf.; 1957, Architekt: Karl Heinz Sönnichsen; dreigeschossiger, mit gelben Klinkern verkleideter Winkelbau, klar gegliederte Rasterfassade, Eingangsbetonung durch Kragplatte und repräsentative gestaltetes Vestibül, zahlreiche zeittypische Ausstattungsdetails - Begründung: geschichtlich, städtebaulich - Schutzumfang: gesamtes Objekt - Denkmaltyp: Bauliche Anlage | BW                               |
| 9298          | Augustastraße 9 (54° 47′ 8″ N, 9° 26′ 27″ O)            | Wohn- und Geschäftshaus                          | Wohn- und Geschäftshaus; 1892, Maurermeister Chr. Henningsen; drei-, hofseitig viergeschossiger Gelbsteinbau, gegliedert durch Rotsteinbänderung und großformatige Segmentbogenfenster im Erdgeschoss, Berliner Dach mit farbiger Schieferdeckung - Begründung: geschichtlich, städtebaulich - Schutzumfang: gesamtes Objekt - Denkmaltyp: Bauliche Anlage, Sachgesamtheit: ehem. Metallwarenfabrik Hansen & Goos | Fotos hochladen                  |
| 59 Wikidata   | Bismarckstraße 41 (54° 47′ 11″ N, 9° 26′ 34″ O)         | Goethe-Schule                                    | Alteintragung (Aktualisierung vorgesehen) - Begründung: geschichtlich, künstlerisch, städtebaulich - Schutzumfang: gesamtes Objekt - Denkmaltyp: Bauliche Anlage | weitere Fotos \| Fotos hochladen |
| 20184         | Bismarckstraße 52 a (54° 47′ 14″ N, 9° 26′ 39″ O)       | Kneipp-Haus (ehem. Sparkassenfiliale)            | Alteintragung (Aktualisierung vorgesehen) - Begründung: - Schutzumfang: Alteintragung (Aktualisierung vorgesehen) - Denkmaltyp: Bauliche Anlage | BW                               |
| 20216         | Brixstraße 26 (54° 47′ 17″ N, 9° 26′ 32″ O)             | Mietwohnungshaus                                 | Mietwohnungshaus; 1911, E. M. Lorenzen; dreigeschossiger Putzbau in repräsentativer Ecklage, hohes Mansarddach, Fassade mit Lisenen, laubenförmigem Doppeleingang, Mittelerker und Zwerchhaus gegliedert - Begründung: geschichtlich, künstlerisch, städtebaulich - Schutzumfang: gesamtes Objekt - Denkmaltyp: Bauliche Anlage, Mehrheit von baulichen Anlagen: Mietwohnungshäuser Brixstraße 26/Ulmenstraße 15, 18 | BW                               |
| 20220         | Brixstraße 34 (54° 47′ 15″ N, 9° 26′ 33″ O)             | ehem. Zoar-Kapelle der Baptisten                 | ehem. Zoar-Kapelle der Baptisten; 1905, H. G. Rohweder u. Chr. Fürstenberg; giebelständiger ehem. Saalbau mit Satteldach, durch niedrigere Vorbauten an den Giebelseiten und dekorative Backsteingliederung basilikale Erscheinung in historistischer Gestalt, 1949 unter Erhalt der Fassade durchgreifender Umbau zum dreigeschossigen Wohnhaus - Begründung: geschichtlich, künstlerisch, städtebaulich - Schutzumfang: gesamtes Äußeres - Denkmaltyp: Bauliche Anlage, Mehrheit von baulichen Anlagen: Baugruppe Brixstraße 30-38 | BW                               |
| 20236         | Clädenstraße 11 (54° 47′ 4″ N, 9° 26′ 42″ O)            | Villa                                            | Villa; 1914-18, Architekt Karl Bernt; eingeschossiger giebelständiger Putzbau mit Satteldach in zurückhaltenden Formen der Reformarchitektur, Seitenfassade mit breitem Mittelrisalit und eigenem Walmdach, Giebelseiten mit Loggia und polygonalem Standerker, rückwärtig Zwerchgiebel, Erdgeschossfenster mit Farbverglasungen; Einfriedung Backsteinmauer mit Staketenzaun - Begründung: geschichtlich, künstlerisch, städtebaulich - Schutzumfang: Villa, Einfriedung - Denkmaltyp: Bauliche Anlage | BW                               |
| 10397         | Hafendamm 42 (54° 47′ 26″ N, 9° 26′ 20″ O)              | Wohnhaus                                         | Alteintragung (Aktualisierung vorgesehen) - Begründung: geschichtlich, künstlerisch, städtebaulich - Schutzumfang: gesamtes Objekt - Denkmaltyp: Bauliche Anlage | Fotos hochladen                  |
| 7677          | Hafendamm 46 (54° 47′ 28″ N, 9° 26′ 20″ O)              | Villa                                            | Villa; 1886, F. Göttsch; ehemaliges Wohnhaus des Betriebsdirektors der Kreisbahn Flensburg-Kappeln, frei stehende zweigeschossige Backsteinvilla mit ausgebautem schiefergedecktem Mansarddach, Fassaden durch Risalite und reichen Putzdekor in Formen der Neurenaissance gegliedert, stumpfe Ecke mit turmartig überhöhtem Kastenerker und steilem Helmdach - Begründung: geschichtlich, künstlerisch, städtebaulich - Schutzumfang: gesamtes Objekt - Denkmaltyp: Bauliche Anlage | BW                               |
| 45463         | Hafendamm (54° 47′ 13″ N, 9° 26′ 16″ O)                 | Eisenbahn-Doppelbrücke                           | Eisenbahn-Doppelbrücke; 1929; auf Anlage der Hafenbahn um 1852-54 zurückgehend, genietete Eisenkonstruktion mit gemauerten Widerlagern in rotem Backstein, teils Stahlbeton mit Scharrierungen - Begründung: geschichtlich, städtebaulich, technisch - Schutzumfang: gesamtes Objekt - Denkmaltyp: Bauliche Anlage, Sachgesamtheit: Bahnbrücken, Hafenbahn Flensburg | BW                               |
| 14373         | Hafermarkt 10 (54° 46′ 59″ N, 9° 26′ 36″ O)             | Wohn- und Geschäftshaus                          | Wohn- und Geschäftshaus; 1888, Maurermeister Behrendsen; dreigeschossiger Putzbau in Ecklage zu Hafermarkt und Heinrichstraße, Fassaden in aufwendiger spätklassizistischer Gestaltung, stumpfe Ecke durch Kolossalpilaster betont, an Schmalseite breiter Dacherker mit Segmentgiebel - Begründung: geschichtlich, künstlerisch, städtebaulich - Schutzumfang: Wohn- und Geschäftshaus, - Denkmaltyp: Bauliche Anlage | BW                               |
| 25 Wikidata   | Johanniskirchhof (54° 47′ 1″ N, 9° 26′ 27″ O)           | Kirche St. Johannis mit Ausstattung              | Alteintragung (Aktualisierung vorgesehen) - Begründung: geschichtlich, künstlerisch, städtebaulich - Schutzumfang: gesamtes Objekt - Denkmaltyp: Bauliche Anlage, Sachgesamtheit: Kirche St. Johannis | weitere Fotos \| Fotos hochladen |
| 23690         | Johanniskirchhof (54° 47′ 1″ N, 9° 26′ 27″ O)           | Kirchhof                                         | Alteintragung (Aktualisierung vorgesehen) - Begründung: geschichtlich, städtebaulich, Kulturlandschaft prägend - Schutzumfang: Kirchhof, Granitböschungsmauern, Lindenkranz - Denkmaltyp: Gründenkmal, Sachgesamtheit: Kirche St. Johannis | Fotos hochladen                  |
| 48848         | Johannisstraße 19 - 23 (54° 47′ 5″ N, 9° 26′ 31″ O)     | Wohn- und Geschäftshaus                          | Wohn- und Geschäftshaus; um 1920; dreigeschossiger Gelbsteinbau mit pfannengedecktem Mansarddach und Rotsteinfassade im Heimatschutzstil, Fassadengliederung durch Lisenen und Brüstungsfelder, mittig breiter Zwerchgiebel, im Erdgeschoss Ladeneinbauten und seitl. Tordurchfahrt zum Hof mit viergeschossigem Rückflügel - Begründung: geschichtlich, städtebaulich - Schutzumfang: gesamtes Objekt - Denkmaltyp: Bauliche Anlage | BW                               |
| 14391         | Johannisstraße 33 (54° 47′ 6″ N, 9° 26′ 30″ O)          | Wohnhaus                                         | Wohnhaus; 1881, Gebr. Hummel; zweigeschossiger traufständiger Putzbau mit spätklassizistischer Gestaltung, Satteldach über Drempel, flacher außermittiger Risalit mit rahmenden kolossalen Pilastern und Zwerchhaus - Begründung: geschichtlich, künstlerisch, städtebaulich - Schutzumfang: gesamtes Objekt - Denkmaltyp: Bauliche Anlage | BW                               |
| 8754 Wikidata | Johannisstraße 36 (54° 47′ 6″ N, 9° 26′ 31″ O)          | Wohnhaus                                         | Wohnhaus; um 1800; eingeschossiges geschlämmtes Backsteingiebelhaus mit Feldsteinsockel und Bohlendach, rückwärtiger Flügelbau ebenfalls mit Bohlendach, Fassade 1993 rekonstruiert, Eingang mit kleiner Freitreppe an der rechten Seite - Begründung: geschichtlich, städtebaulich - Schutzumfang: gesamtes Objekt - Denkmaltyp: Bauliche Anlage, Mehrheit von baulichen Anlagen: Wohnhäuser Johannisstraße 32-58 | BW                               |
| 9415          | Johannisstraße 43 (54° 47′ 1″ N, 9° 26′ 29″ O)          | ehem. Wohnhaus                                   | ehem. Wohnhaus; im Kern 18. Jh.; eingeschossiger traufständiger Backsteinbau mit geschlämmten Fassaden und hohem, ursprünglich als Speicher genutztem Satteldach, zur Augustastraße Dreieckgiebel mit Ladeluke und Zieranker - Begründung: geschichtlich, städtebaulich - Schutzumfang: gesamtes Objekt - Denkmaltyp: Bauliche Anlage, Sachgesamtheit: ehem. Metallwarenfabrik Hansen & Goos | Fotos hochladen                  |
| 1157          | Johannisstraße 49 (54° 47′ 1″ N, 9° 26′ 29″ O)          | Wohnhaus                                         | Wohnhaus; im Kern 18. Jh., Umbau Mitte 19. Jh.; zweigeschossiger traufständiger Backsteinbau mit Satteldach, Fassade geschlämmt, rustizierte Gebäudekanten, fördeseitig ädikula-umrahmtes Mittelportal - Begründung: geschichtlich, künstlerisch, städtebaulich - Schutzumfang: gesamtes Objekt - Denkmaltyp: Bauliche Anlage, Mehrheit von baulichen Anlagen: Wohnhäuser Johannisstraße 45-59 | Fotos hochladen                  |
| 1368 Wikidata | Johannisstraße 52 (54° 47′ 9″ N, 9° 26′ 29″ O)          | Wohnhaus                                         | Wohnhaus; 18. Jh.; schmales zweigeschossiges Giebelhaus mit Putzfassade und Satteldach, in den Obergeschossen der Längsseiten Fachwerkkonstruktion, zur Straße seitlicher Hauseingang mit Granitstufen - Begründung: geschichtlich, städtebaulich - Schutzumfang: gesamtes Objekt - Denkmaltyp: Bauliche Anlage, Mehrheit von baulichen Anlagen: Wohnhäuser Johannisstraße 32-58 | BW                               |
| 158           | Johannisstraße 76 (54° 47′ 12″ N, 9° 26′ 28″ O)         | ehem. Gärtnerhaus                                | ehem. Gärtnerhaus; 1908/09, ehem. zum Anwesen Nr. 78 gehörig, von der Straße zurückversetzter eingeschossiger Putzbau mit ausgebautem Satteldach, schlichte Straßenfront mit breiter Schleppgaube - Begründung: geschichtlich, städtebaulich - Schutzumfang: gesamtes Äußeres - Denkmaltyp: Bauliche Anlage, Sachgesamtheit: Margarethenhof | Fotos hochladen                  |
| 159           | Johannisstraße 78 a-b (54° 47′ 13″ N, 9° 26′ 28″ O)     | Herrenhaus                                       | Herrenhaus; im Kern 18. Jh., umgebaut 1882 wohl durch Richard Plüddemann, erweitert 1910/11 durch Hans Maria Ehrhardt; breitgelagerter eingeschossiger Backsteinbau, Fassade verputzt bzw. geschlämmt, dreigiebeliges Mittelzwerchhaus und flacher Portalvorbau, mit hohem zweiteiliger Giebelaufsatz in barockisierenden Formen, im Innern Reste der Ausstattung des 18. Jahrhunderts - Begründung: geschichtlich, künstlerisch, städtebaulich - Schutzumfang: gesamtes Objekt - Denkmaltyp: Bauliche Anlage, Sachgesamtheit: Margarethenhof | Fotos hochladen                  |
| 410           | Johannisstraße 78 (54° 47′ 13″ N, 9° 26′ 27″ O)         | Speicher und Torhaus                             | Speicher und Torhaus; 1820-50; dem Herrenhaus vorgelagerter, giebelständiger dreigeschossiger Speicher in Gelbstein mit schlichter Rotsteingliederung und Satteldach, nördlich anschließend das stilistisch angepasste torhausähnliche Fabrikgebäude von 1830-50 mit mittiger Einfahrt, breitgelagerter eineinhalbgeschossiger Gelbsteinbau mit Pultdach und bekrönendem Dreiecksgiebel mit Polygonaltürmchen - Begründung: geschichtlich, künstlerisch, städtebaulich - Schutzumfang: gesamtes Objekt - Denkmaltyp: Bauliche Anlage, Sachgesamtheit: Margarethenhof | Fotos hochladen                  |
| 10949         | Johannisstraße 78 a-b (54° 47′ 13″ N, 9° 26′ 28″ O)     | Garten des Margarethenhofs                       | Garten des Margarethenhofs; auf spätes 17. Jh. zurückgehend; Lage mit ehemaligem Herrenhaus ursprünglich vor den Toren der Stadt, im 18. u. 19. Jh. Umnutzung als Fabrik, vor und hinter dem Wohnhaus Reste der landschaftlichen Gartengestaltung vielleicht noch aus der Zeit um 1800 überliefert, alter Baumbestand, durch Feldsteinmauerwerk architektonisch eingefasste natürliche Quelle, ehem. Wasserreservoir, Grabsteinfragment - Begründung: geschichtlich, künstlerisch, städtebaulich - Schutzumfang: Garten des Margarethenhofs, Quellenfassung, Grabsteinfragment Holst, ehem. Wasserreservoir - Denkmaltyp: Gründenkmal, Sachgesamtheit: Margarethenhof | Fotos hochladen                  |
| 14 Wikidata   | Jürgensgaarder Straße 2 (54° 47′ 28″ N, 9° 26′ 29″ O)   | Kirche St. Jürgen mit Ausstattung                | Kirche St. Jürgen mit Ausstattung; 1904-1907, Oberbaurat Oskar Hoßfeld, Bauleitung Alexander Wilhelm Prale; einschiffige, backsteinsichtige Wandpfeilerkirche neugotischer Prägung mit Querhaus, der nach Westen gerichtete polygonale Altarraum von zwei Rundtürmen flankiert, als Ostabschluss hoher, spitzdachbekrönter Glockenturm - Begründung: geschichtlich, künstlerisch, städtebaulich - Schutzumfang: gesamtes Objekt - Denkmaltyp: Bauliche Anlage, Sachgesamtheit: Kirche St. Jürgen | weitere Fotos \| Fotos hochladen |
| 50736         | Jürgensgaarder Straße 2 (54° 47′ 28″ N, 9° 26′ 30″ O)   | Kirchhof                                         | Kirchhof; die Kirche St. Jürgen umgebender Kirchhof mit Grünflächen und jüngeren Pflasterungen, die einfriedende Bruchsteinmauer gegen den Fördehang als Böschungsmauer mit Treppenaufgängen ausgestaltet - Begründung: geschichtlich, städtebaulich - Schutzumfang: Kirchhof, Kirchhofsmauer - Denkmaltyp: Gründenkmal, Sachgesamtheit: Kirche St. Jürgen | BW                               |
| 20283         | Jürgensgaarder Straße 42 (54° 47′ 14″ N, 9° 26′ 41″ O)  | Goethe-Schule Haus II (ehem. Willy-Weber-Schule) | Alteintragung (Aktualisierung vorgesehen) - Begründung: geschichtlich, künstlerisch, städtebaulich - Schutzumfang: Alteintragung (Aktualisierung vorgesehen) - Denkmaltyp: Bauliche Anlage | BW                               |
| 20284         | Jürgensgaarder Straße 42 (54° 47′ 14″ N, 9° 26′ 43″ O)  | Turnhalle                                        | Alteintragung (Aktualisierung vorgesehen) - Begründung: geschichtlich, künstlerisch - Schutzumfang: Alteintragung (Aktualisierung vorgesehen) - Denkmaltyp: Bauliche Anlage | BW                               |
| 31737         | Jürgensgaarder Straße 42 (54° 47′ 15″ N, 9° 26′ 44″ O)  | Schulhofmauer                                    | Alteintragung (Aktualisierung vorgesehen) - Begründung: geschichtlich, städtebaulich - Schutzumfang: Alteintragung (Aktualisierung vorgesehen) - Denkmaltyp: Bauliche Anlage | BW                               |
| 138 Wikidata  | Karlstraße 6 (54° 47′ 6″ N, 9° 26′ 23″ O)               | Eichamt                                          | Alteintragung (Aktualisierung vorgesehen) - Begründung: geschichtlich, künstlerisch - Schutzumfang: Alteintragung (Aktualisierung vorgesehen) - Denkmaltyp: Bauliche Anlage | weitere Fotos \| Fotos hochladen |
| 20300         | Oberer Lautrupweg 24 (54° 47′ 31″ N, 9° 26′ 31″ O)      | Wohnhaus mit ehem. Stallteil                     | Wohnhaus mit ehem. Stallteil; um 1870; kleiner geschlämmter Backsteinbau auf Feldsteinsockel mit Satteldach, ehem. Stallteil nach Süden mit Metallsprossenfenster und Luke, an der Längsseite Mitteleingang zum Wohntrakt mit hoher Freitreppe - Begründung: geschichtlich, städtebaulich - Schutzumfang: gesamtes Objekt - Denkmaltyp: Bauliche Anlage | BW                               |
| 16 Wikidata   | Pilkentafel 2 (54° 47′ 27″ N, 9° 26′ 22″ O)             | ehem. Gasthaus                                   | Alteintragung (Aktualisierung vorgesehen); seit Anfang der 1980er-Jahre Sitz der Theaterwerkstatt Pilkentafel - Begründung: geschichtlich, künstlerisch - Schutzumfang: gesamtes Objekt - Denkmaltyp: Bauliche Anlage | BW                               |
| 6114          | St.-Jürgen-Platz 4 (54° 47′ 16″ N, 9° 26′ 36″ O)        | Wohnhaus                                         | Wohnhaus; 1914, Architekt Karl Bernt; dreigeschossiger Putzbau, traufständig, zwei Polygonalerker mit Balkonloggien und übergiebeltem Zwerchhaus, Mansarddach - Begründung: geschichtlich, künstlerisch, städtebaulich - Schutzumfang: gesamtes Objekt - Denkmaltyp: Bauliche Anlage, Mehrheit von baulichen Anlagen: Wohnhäuser St.-Jürgen-Platz 4-8 | Fotos hochladen                  |
| 411           | St.-Jürgen-Straße 14 (54° 47′ 18″ N, 9° 26′ 24″ O)      | Wohnhaus                                         | Alteintragung (Aktualisierung vorgesehen); Eines der Häuser im Kapitänsviertel, das dem Schiffsführer Boy Hansen und seiner Frau Ingeborg gehörte, die das Grundstück als Mitgift in die Ehe brachte. Es findet sich zu diesem Gebäude ein Eintrag im Stadtarchiv aus dem Jahre 1799. Im Obergeschoss befindet sich ein aufwändiges Wandgemälde, das um 1800 entstanden ist und allegorische Figuren der vier Temperamente, der fünf Sinne und der drei großen Weltreligionen zeigt. Boy Hansen befehligte die zwei Jagten Die Einigkeit und Christine, sowie die Galeasse Triton, mit denen er bis ins Mittelmeer reiste. Ingeborg Hansen veräußerte das Gebäude im Jahr 1852. Im Jahr 1899 wurde die natürliche Quelle im Garten überbaut und zur Abfüllung von Mineralwasser genutzt, das durch den Kaufmann Johann Christian Jensen als Selterswasser vertrieben wurde. - Begründung: geschichtlich, künstlerisch, städtebaulich - Schutzumfang: gesamtes Objekt - Denkmaltyp: Bauliche Anlage | Fotos hochladen                  |
| 1897          | St.-Jürgen-Straße 20 (54° 47′ 19″ N, 9° 26′ 24″ O)      | Wohnhaus                                         | Alteintragung (Aktualisierung vorgesehen) - Begründung: geschichtlich, künstlerisch, städtebaulich - Schutzumfang: Alteintragung (Aktualisierung vorgesehen) - Denkmaltyp: Bauliche Anlage | weitere Fotos \| Fotos hochladen |
| 13997         | St.-Jürgen-Straße 24 - 26 (54° 47′ 20″ N, 9° 26′ 24″ O) | Doppelhaus                                       | Doppelhaus; um 1800; eingeschossiger geschlämmter Backsteinbau über sechs Achsen, traufständig mit Satteldach, spiegelsymmetrische Gliederung, beide Eingangstüren in den mittleren Achsen, Außentreppen - Begründung: geschichtlich, städtebaulich - Schutzumfang: gesamtes Objekt - Denkmaltyp: Bauliche Anlage, Mehrheit von baulichen Anlagen: Wohnhäuser St.-Jürgen-Straße 24-64 | BW                               |
| 14090         | St.-Jürgen-Straße 44 (54° 47′ 22″ N, 9° 26′ 25″ O)      | Wohnhaus                                         | Wohnhaus; 1787 (i); zweigeschossiger dreiachsiger Putzbau auf hohem Sockel, traufständig mit Satteldach, linksseitig Eingangstür und Freitreppe, baufeste Ausstattung aus der Bauzeit - Begründung: geschichtlich, künstlerisch, städtebaulich - Schutzumfang: gesamtes Objekt - Denkmaltyp: Bauliche Anlage, Mehrheit von baulichen Anlagen: Wohnhäuser St.-Jürgen-Straße 24-64 | BW                               |
| 14040         | St.-Jürgen-Straße 48 (54° 47′ 23″ N, 9° 26′ 25″ O)      | Wohnhaus                                         | Wohnhaus; 19. Jh.; zweigeschossiger vierachsiger Putzbau, traufständig mit Satteldach, sparsamer spätklassizistischer Putzdekor, rechtsseitig Eingangstür und Freitreppe, baufeste Ausstattung aus der Bauzeit - Begründung: geschichtlich, künstlerisch, städtebaulich - Schutzumfang: gesamtes Objekt - Denkmaltyp: Bauliche Anlage, Mehrheit von baulichen Anlagen: Wohnhäuser St.-Jürgen-Straße 24-64 | BW                               |
| 20314         | St.-Jürgen-Straße 86 (54° 47′ 29″ N, 9° 26′ 36″ O)      | ehem. Pastorat der St.-Jürgen-Kirche             | ehem. Pastorat der St.-Jürgen-Kirche; 1952-53, Architekt Georg Rieve; zweigeschossiger traufständiger Backsteinbau mit pfannengedecktem Satteldach, schlichte Ausführung mit zeittypischen Details und auffälligem Eingangsvorbau unter gerundeter Kragplatte - Begründung: geschichtlich, künstlerisch, städtebaulich - Schutzumfang: gesamtes Objekt - Denkmaltyp: Bauliche Anlage, Sachgesamtheit: Kirche St. Jürgen | BW                               |
| 1324          | Süderfischerstraße 8 (54° 47′ 2″ N, 9° 26′ 23″ O)       | Wohnhaus                                         | Wohnhaus; Mitte 19. Jh.; dreigeschossiger traufständiger Putzbau mit pfannengedecktem Halbwalmdach, Straßenfassade mit gleichmäßiger Reihung hochrechteckiger Fenster in allen Geschossen und durchlaufenden Sohlbankgesimsen, Erdgeschoss rustiziert mit Hofdurchfahrt in der rechten Hälfte, rückwärtig vortretendes Treppenhaus sowie seitlich anschließende, den Hof einfassende viergeschossige Flügel mit Bohlendächern - Begründung: geschichtlich, künstlerisch, städtebaulich - Schutzumfang: Wohnhaus, Hof - Denkmaltyp: Bauliche Anlage | Fotos hochladen                  |
| 266           | Süderfischerstraße 16 (54° 47′ 1″ N, 9° 26′ 24″ O)      | Wohnhaus                                         | Wohnhaus; Mitte 19. Jh.; dreigeschossiger traufständiger Putzbau mit pfannengedecktem Halbwalmdach, Straßenfassade mit gleichmäßiger Reihung hochrechteckiger Fenster in allen Geschossen und durchlaufenden Sohlbankgesimsen, Erdgeschoss rustiziert mit Hofdurchfahrt in der rechten Hälfte, rückwärtig vortretendes Treppenhaus sowie seitlich anschließende, den Hof einfassende viergeschossige Flügel mit Bohlendächern - Schutzumfang: Wohnhaus - Begründung: Geschichtlich, Künstlerisch, Städtebaulich | BW                               |
| 2708          | Ulmenstraße 15 (54° 47′ 17″ N, 9° 26′ 30″ O)            | Mietwohnungshaus                                 | Mietwohnungshaus; 1911/12, Architekt Karl Bernt; repräsentativer viergeschossiger Putzbau in Ecklage, Hauptfassaden durch Risalite, flankierende Balkone und Zwerchhäuser - Begründung: geschichtlich, künstlerisch, städtebaulich - Schutzumfang: gesamtes Objekt - Denkmaltyp: Bauliche Anlage, Mehrheit von baulichen Anlagen: Mietwohnungshäuser Brixstraße 26/Ulmenstraße 15, 18 | BW                               |
| 20327         | Ulmenstraße 18 (54° 47′ 17″ N, 9° 26′ 29″ O)            | Mietwohnungshaus                                 | Mietwohnungshaus; 1912/13, Architekt Karl Bernt; repräsentativer viergeschossiger Putzbau in Ecklage, Hauptfassaden mit Loggien, Balkonen, Fenstererkern und Gauben gegliedert - Begründung: geschichtlich, künstlerisch, städtebaulich - Schutzumfang: gesamtes Objekt - Denkmaltyp: Bauliche Anlage, Mehrheit von baulichen Anlagen: Mietwohnungshäuser Brixstraße 26/Ulmenstraße 15, 18 | BW                               |
| 14449         | Wilhelmstraße 4 (54° 47′ 12″ N, 9° 26′ 20″ O)           | Geschäftshaus                                    | Geschäftshaus; 1897; ehem. Dachdeckerei George, dreigeschossiger traufständiger Bau über sieben Achsen mit flachgeneigtem Pultdach, Fassade zur Straße in Gelbstein Sichtmauerwerk mit Rotsteingliederung, Fenster in den unteren beiden Geschosse in übergreifenden verputzten Segmentbogenblenden, Schmalseiten und Rückfront geschlämmt - Begründung: geschichtlich, städtebaulich - Schutzumfang: gesamtes Objekt - Denkmaltyp: Bauliche Anlage | BW                               |
| 12658         | Wilhelmstraße 7 (54° 47′ 10″ N, 9° 26′ 25″ O)           | ehem. Palmkernölfabrik: Lagerhaus                | Alteintragung (Aktualisierung vorgesehen) - Begründung: geschichtlich, städtebaulich - Schutzumfang: Alteintragung (Aktualisierung vorgesehen) - Denkmaltyp: Bauliche Anlage | BW                               |